# Michael Kors
Michael Kors, nato Karl Anderson, Jr., (New York, 9 agosto 1959) è uno stilista e imprenditore statunitense, che opera nell'alta moda e nel prêt-à-porter con i marchi Michael Kors e Jimmy Choo.

## Biografia
Figlio di Joan Krystosek Kors, un'ex fotomodella, Kors studia design della moda al Fashion Institute of Technology di New York, e comincia a disegnare abiti all'età di 19 anni. Nel 1981 lancia la sua prima linea di abbigliamento femminile con il marchio "Michael Kors", ispirata a un abbigliamento sportivo d'alta moda.
Nel 1997 disegna la sua prima linea di prêt-à-porter maschile e, contemporaneamente, inizia a lavorare per la casa di moda francese Céline, di cui, nel 1999, diventa anche il direttore artistico. Dopo aver rivoluzionato la maison, Kors lascia Céline nel 2003 dopo avere già lanciato la sua linea uomo e il suo primo profumo, distribuito da Givenchy. Nello stesso anno apre due nuovi punti vendita Michael Kors a New York (sulla Madison Avenue) e si dedica al proprio marchio tramite la società Michael Kors Holdings Ltd (MKH Ltd), rilanciata da due investitori (il canadese Lawrence Sheldon Strulovitch e il cinese Silas Chou, il quale già nel 1989 aveva acquisito e rilanciato Tommy Hilfiger), che con un investimento di 100 milioni di dollari rilevano una partecipazione di maggioranza. 
Vengono quindi aperte altre boutique a SoHo e a Tokyo, nel 2004 è lanciata la linea MICHAEL Michael Kors  che comprende borse e scarpe da donna e abbigliamento donna prêt-à-porter. Nel 2011 Stroll e Chou quotano MKH Ltd alla Borsa di New York per poi vendere progressivamente negli anni anche le loro quote di partecipazione nella società, l'ultimo disinvestimento di Chou avviene nel giugno 2018 con la vendita a MKH Ltd della filiale di Hong Kong.  
Nel luglio 2017 la società di Kors, la MKH Ltd, rileva l'azienda di scarpe Jimmy Choo Ltd per 896 milioni di sterline (1,2 miliardi di dollari). Nello stesso anno la società, che gestisce 827 negozi, decide di chiuderne un centinaio. Nel settembre 2018 MKH Ltd  acquisisce per 2,1 miliardi di dollari (1,83 miliardi di euro) la casa di moda Gianni Versace. Con la chiusura dell'accordo la Michael Kors Holdings cambia il nome in Capri Holdings, come l'isola italiana considerata simbolo del lusso. La famiglia Versace (Santo, la sorella Donatella e la figlia di Donatella, Allegra Versace Beck) avrà una quota di minoranza in Capri Holdings.

### Testimonial
Fra le celebrità ad aver vestito abiti di Michael Kors si possono citare fra le altre Angelina Jolie, Catherine Zeta-Jones, Jennifer Lopez, Heidi Klum, Dahyun, Ivanka Trump, Hillary Clinton, Melania Trump, Joan Allen. Michelle Obama ha indossato un abito nero senza maniche della stilista per il suo primo ritratto ufficiale come First Lady. Inoltre Kors ha disegnato, quando era direttore creativo di Céline, molti abiti per il cinema fra cui quelli di Gwyneth Paltrow per il film Possession - Una storia romantica, quelli di Cate Blanchett per Bandits, quelli di René Rosso per Gioco a due, quelli di Uma Thurman per La mia super ex-ragazza.
Le campagne pubblicitarie per Kors, scattate da Mario Testino, riflettono spesso gli sportswear del jet set che piacciono ai suoi fan.  Le campagne precedenti includono la modella Carmen Kass in un safari in Africa e il relax su uno yacht.  Le campagne più recenti presentano come modelli Joan Smalls e Freja Beha-Erichsen. Kors è stato fino al 2012 un giudice del programma televisivo di reality show Project Runway, trasmesso per cinque stagioni.

## Vita privata
Esponente dichiarato della comunità LGBT, Michael Kors ha sposato il suo compagno Lance LePere sulla spiaggia di Southampton il 16 agosto 2011, pochi mesi dopo che nello stato di New York erano diventati legali i matrimoni omosessuali.